# Walter Schellenberg
Walter Schellenberg (16. januar 1910 - 31. marts 1952), SS-general og chef for udlandsafdelingen af efterretningstjenesten SD fra 1941.
Kom til SS i 1933, hvor han gjorde indtryk på Heinrich Himmler og hurtigt steg i graderne. Med slutrang som SS-Brigadeführer, 33 år gammel, var Schellenberg formodentlig den yngste general i SS.
Han organiserede blandt andet sammen med Reinhard Heydrich den berygtede Salon Kitty i Berlin, et bordel, der blev anvendt til aflytning af udenlandske diplomater.
Da det blev klart for ham, at Tyskland var ved at tabe krigen, rejste han til Stockholm, hvor han forsøgte at indlede fredsforhandlinger. Han blev arresteret i juni 1945 og reddede sig selv fra en lang straf ved at vidne mod en række nazister ved Nürnbergprocessen. Under sin fængsling skrev han den selvbiografiske bog "The Labyrinth".
I 1949 blev Schnellenberg ved en krigsforbryderdomstol idømt seks års fængsel for medlemskab af en forbryderisk organisation (SS) og forbrydelser mod menneskeheden, herunder mord på sovjetiske krigsfanger.
Han blev løsladt i 1951 på grund af dårligt helbred og flyttede til først Schweiz og senere Italien, hvor han døde året efter.